# ナデシコ亜綱
ナデシコ亜綱（ナデシコあこう、Caryophyllidae）は被子植物の亜綱のひとつで、ナデシコ科を含むもの。クロンキスト体系などで使われる。含まれる目は分類体系によって異なる。

## 分類

### クロンキスト体系
クロンキスト体系では3目を含める。
- 被子植物門 Magnoliophyta
  - 双子葉植物綱 Magnoliopsida
    - ナデシコ亜綱 Caryophyllidae
      - ナデシコ目 Caryophyllales
      - タデ目 Polygonales
      - イソマツ目 Plumbaginales

### 他の分類体系
新エングラー体系では双子葉植物を大きく二つに分けた亜綱を立てており、相当する下位タクサは古生花被亜綱（≒離弁花類）に属している。
APG分類体系では綱や亜綱の分類階級を作っていないので、ナデシコ亜綱の名前は使われない。クロンキスト体系においてナデシコ亜綱に属する科は、APG分類体系ではナデシコ目に入れられているものが多い。ナデシコ目はコア真正双子葉類 (core eudicots) に属している。